# Götzdorf (Stade)

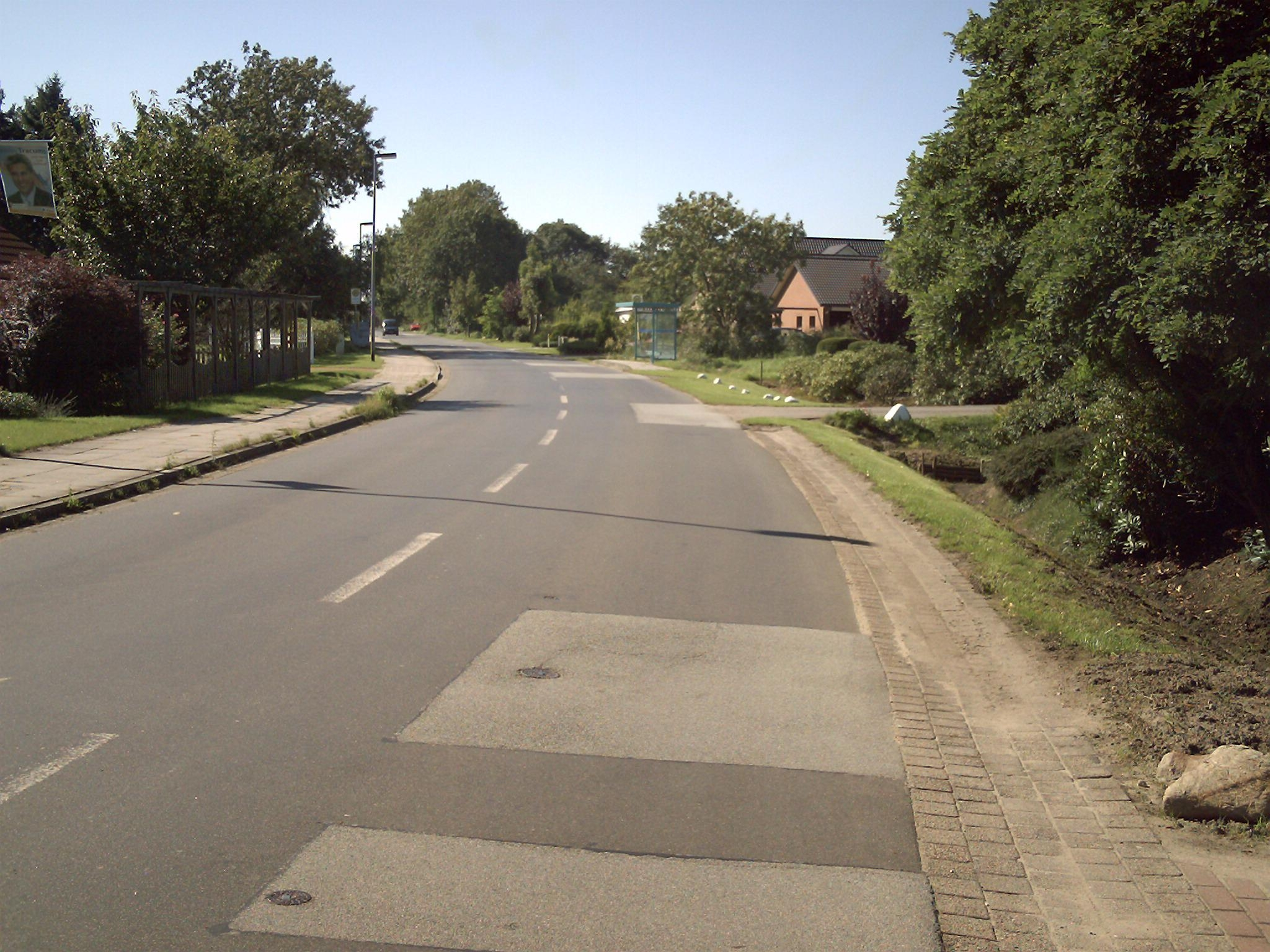
Götzdorferstraße in Richtung Westen

Götzdorf ist ein Ort südlich von Bützfleth. Es ist ein Stadtteil von Stade im Landkreis Stade in Niedersachsen.
Götzdorf ist landwirtschaftlich geprägt und liegt gleichzeitig in Kehdingen.
Im Osten liegt das Bützflether Industriegebiet hinter einem Deich zur Elbe und im Westen das Götzdorfer Moor.
Im Süden grenzt das Dorf an Schnee.
Die Ortschaft wird von Bützfleth aus verwaltet.
In Götzdorf gibt es eine kleine Musikschule. Früher gab es auch eine Schule, das Gebäude dient heute als Sozialunterkunft. Außerdem gibt es noch einen kleinen Fußballplatz, dieser befindet sich in Privatbesitz.
Die Orte Götzdorf, Hörne und Schnee kann man als Anfang von Kehdingen bezeichnen.
Koordinaten: 53° 38′ N, 9° 28′ O